# 黄天荣
黄天荣律师（Jason Ng Thien Yeong），马来西亚霹雳州议会阿斯达卡州议员，民主行动党社青团全国公共政策局主任。此前担任木威国会议员倪可汉的政治秘书、民主行动党霹雳州法律局主任、实兆远支部秘书和社青团木威区团秘书。

## 经历
黄天荣此前和父亲黄金锭在实兆远一带一起贩卖猪肉，人们称他为猪肉荣。黄天荣此后考上马来西亚国立大学，就读法学学士并成为律师，他还在马来亚大学就读公共政策硕士。2020年8月，黄天荣并没有跟随父亲拿督黄金锭的步伐加入马华公会，而是加入民主行动党，并成为木威国会议员倪可汉的政治秘书。

## 背景
2022年霹雳州选举，原任阿斯达卡州议员张宇晨不上阵该选区，由黄天荣代表希盟行动党上阵该选区，最终成功守土。

## 亲属
- 父亲：拿督黄金锭 - 马华公会霹雳州联委会秘书，木威区会主席